# Окклюзия (стоматология)
Окклюзия (стоматология) — (лат. occlusio) «всякий контакт зубов верхней и нижней челюстей». Современное понимание окклюзии включает взаимоотношения зубов, жевательной мускулатуры и височно-нижнечелюстных суставов при функции и дисфункции.
Следует учесть, что определение данного термина в профессиональной среде носит дискуссионный характер.
Существует множество определений термина «окклюзия»:
- Фрисмайер (Wolfgang B. Freesmeyer) определяет окклюзию так: «окклюзия — это контактное статическое и динамическое соотношение зубов»[источник не указан 4525 дней];[3]
- Клинеберг (Iven Klineberg) подразумевал под окклюзией «динамическое биологическое взаимодействие компонентов жевательной системы, определяющее взаимное расположение зубов»[источник не указан 4525 дней];[3]
- В «Словаре ортопедических терминов» (Glossary of Prosthodontic Terms) дается следующая трактовка: «окклюзия -
  - процесс или факт смыкания, перекрывания или исключения[источник не указан 4525 дней];[4]
  - статичное соотношение между окклюзионными поверхностями зубов нижней и верхней челюсти»[источник не указан 4525 дней];[4]
- В «Словаре ортодонтических терминов» под окклюзией понимают «соотношение между зубами верхней и нижней челюсти при их смыкании в функциональном контакте»[источник не указан 4525 дней].
- «Словарь стоматологических терминов» Мосби дает следующую трактовку этого термина: «окклюзия -
  - процесс смыкания или результат процесса смыкания[источник не указан 4525 дней];
  - любой контакт между режущими краями или жевательными поверхностями зубов верхней и нижней челюсти»[источник не указан 4525 дней].

Окклюзия — частный вид смыкания зубных рядов, означающий положение верхней и нижней челюсти, при котором то или иное количество зубов находится в контакте по отношению друг к другу.

## Значение
Окклюзия очень важна для того, чтобы обеспечить пациента всесторонним лечением. Стабильную окклюзию обеспечивают множественные равномерные фиссурно-бугорковые контакты боковых зубов, которые характеризуются наличием на окклюзионной поверхности контактов скатов бугров-антагонистов. Правильные окклюзионные контакты обеспечивают осевую нагрузку зубов, создают стабильную центральную окклюзию и исключают перегрузку пародонта.
Она связана со всеми стоматологическими дисциплинами.
Особое значение окклюзия имеет для:
- Реставрационной стоматологии, поскольку «даже при незначительных реставрациях окклюзионной поверхности обязательно следует проводить контроль статических и динамических окклюзионных взаимоотношений»[7];
- Ортопедической стоматологии, поскольку при протезировании зубов необходимо оптимизировать жевательную функцию;
- Ортодонтической стоматологии, для которой окклюзия является центральным пунктом лечения, которое как правило должно быть направлено на оптимизацию окклюзионных взаимоотношений;
- Хирургической стоматологии, так как важна при составлении плана лечения в челюстно-лицевой хирургии;
- Имплантологии, поскольку обязательно необходимо учитывать распределение жевательной нагрузки при планировании количества, локализации, размера и формы зубных имплантатов;
- Пародонтологии, так как чрезмерная нагрузка на зубы приводит к заболеваниям пародонта.

## Виды окклюзии
Различают статическую и динамическую окклюзию.
- Статическая окклюзия — контакты зубов в привычном сжатом положении челюстей. Характер смыкания зубов в положении центральной окклюзии называется прикусом.
- Динамическая окклюзия — взаимодействие между зубами при движении челюстей.

Статическую окклюзию можно разделить на 4 вида:
- Центральная окклюзия или максимальное межбугорковое положение, или привычная окклюзия (centric occlusion, intercuspal position, habitual occlusion) — такое смыкание зубных рядов, при котором имеет место максимальное (привычное) количество межзубных контактов. Мышцы, приводящие нижний зубной ряд в движение (височная, собственно жевательная и медиальная крыловидная), одновременно и равномерно сокращены. Из этого положения осуществляются эксцентрические (из центра) движения нижней челюсти.
- Передняя окклюзия — такое смыкание зубных рядов, при котором нижняя челюсть выдвинута вперёд до максимального контакта с верхними резцами.
- Боковая (правая, левая) окклюзия — возникает при перемещении нижней челюсти вправо или влево. При ортогнатическом прикусе в норме контакт приходится на клыки (клыковое ведение или клыковая защита) с одновременным разобщением передней и боковой группы зубов[8]. Возможен контакт боковой группы зубов (групповая функция).

## Факторы окклюзии
На характер контактов задних зубов при движениях нижней челюсти оказывает влияние несколько различных факторов. Их называют «факторами окклюзии». К ним относятся:
- суставной путь;
- движение Беннетта — боковое движение рабочей суставной головки, в среднем составляет 15–17 градусов;
- окклюзионная плоскость — средний уровень жевательных поверхностей по отношению к горизонтали;
- кривая Шпее — дистальное и верхнее искривление окклюзионной плоскости;
- кривая Уилсона — искривление окклюзионной плоскости, рассматриваемое во фронтальной плоскости;
- морфология жевательной поверхности задних зубов — высота бугров, глубина ямок, направление краевых выступов и бороздок, а также угол наклона скатов бугров составляют элементы морфологии окклюзионной поверхности, которые влияют на характер контакта задних зубов во время движений нижней челюсти;
- резцовый путь — путь, совершаемый нижними резцами при выдвижении нижней челюсти вперед;
- расстояние между суставными головками[9].

## Анализ окклюзии
Анализ окклюзии проводится, как непосредственно в полости рта пациента (клинический анализ окклюзии), так и на её моделях, изготавливаемых из особого гипса (4 класса твердости). Для имитации движения челюстей используются специальные приборы — артикуляторы. Анализ смыкания и движений гипсовых моделей в индивидуально настроенном артикуляторе, называется, инструментальным анализом окклюзии.